# Шом (Златна обала)
Шом (фр. Chaume) је насељено место у Француској у региону Бургоња, у департману Златна обала.
По подацима из 2011. године у општини је живело 115 становника, а густина насељености је износила 3,47 становника/km².

## Демографија
| 1962. | 1968. | 1975. | 1982. | 1990. | 2011. |
| ----- | ----- | ----- | ----- | ----- | ----- |
| 182   | 135   | 140   | 132   | 135   | 115   |